# Cau-cau
Il cau-cau è un piatto della cucina criolla peruviana.
È a base di patate, tagliate a pezzetti, e insaporite con cipolla, aglio, lime ed una serie di spezie (cumino, menta, pepe)e trippa cioè stomaco di mucca
.